# (25276) Dimai
(25276) Dimai (1998 VJ33) – planetoida z grupy pasa głównego asteroid okrążająca Słońce w ciągu 5,13 lat w średniej odległości 2,97 j.a. Odkryta 15 listopada 1998 roku.